# میاندوآب
میاندوآب یکی از شهرهای جنوبی استان آذربایجان غربی در شمال غرب ایران است. این شهر مرکز شهرستان میاندوآب بوده و با فاصلهٔ ۱۴۳ کیلومتری از ارومیه، در جنوب استان قرار گرفته است. براساس نتایج سرشماری عمومی نفوس و مسکن سال ۱۳۹۵، جمعیّت شهری میاندوآب ۱۳۴٬۴۲۵ نفر بوده است.
میاندوآب شهر رودخانه‌های پرآب در جنوب دریاچه ارومیه و میان دو رود زرینه‌رود و سیمینه‌رود واقع شده و محل تلاقی استان‌های آذربایجان غربی و شرقی محسوب می‌شود. دلیل نام‌گذاری این شهر نیز به خاطر موقعیت این شهر میان دو رود زرینه‌رود و سیمینه‌رود است. ورزش دوچرخه سواری در این شهر قدمت زیادی دارد و میاندوآب به شهر دوچرخه ایران معروف و مشهور است. اهالی میاندوآب مردم آذربایجانی هستند و به زبان ترکی آذربایجانی تکلم می‌کنند. در جلد چهارم کتاب «فرهنگ جغرافیائی ایران (آبادیها)» نیز زبان مردم میاندوآب، ترکی آذربایجانی و مذهب آنها شیعه ذکر شده است. سوغات این شهر قند است.
این شهر یکی از بزرگ‌ترین و مهم‌ترین شهرهای آذربایجان غربی است و تنها شهرستانی در ایران بوده که نسبت جمعیت شهری و روستایی آن تقریباً برابر است. میاندوآب، چهارمین دشت حاصلخیز کشور محسوب می‌شود و شهرستان میاندوآب نیز بعد از ارومیه بزرگ‌ترین تولیدکننده محصولات کشاورزی در آذربایجان غربی و یکی از قطب‌های اصلی استان در امر تولید است.
میاندوآب از جایگاه ارتباطی، نظامی و راهبردی ویژه‌ای در سطح منطقه شمال غرب کشور برخوردار است و به دلیل واقع شدن در مسیر راه تبریز، ارومیه، سنندج و تهران و پیوند دادن استان‌های آذربایجان غربی و آذربایجان شرقی و زنجان و کردستان اهمیت و نقش مهمی برخوردار است.
همچنین میاندوآب پنجمین شهر پرجمعیت استان آذربایجان غربی و هفتاد و چهارمین شهر پرجمعیت ایران است.
میاندوآب و حومه آن در دنیای قدیم یکی از مناطق پررونق بوده است، نخستین سند معتبر به دست آمده که مربوط به منطقه میاندوآب باشد، سنگ نبشته‌ای به زبان اورارتویی که در شمال غرب شهر در نزدیکی روستای داش تپه است که دو قطعه بزرگ این کتیبه به موزه بریتانیا انتقال داده شده است.

## نام

نام میاندوآب در نقشه‌ای در سال ۱۲۸۱ زمان قاجار

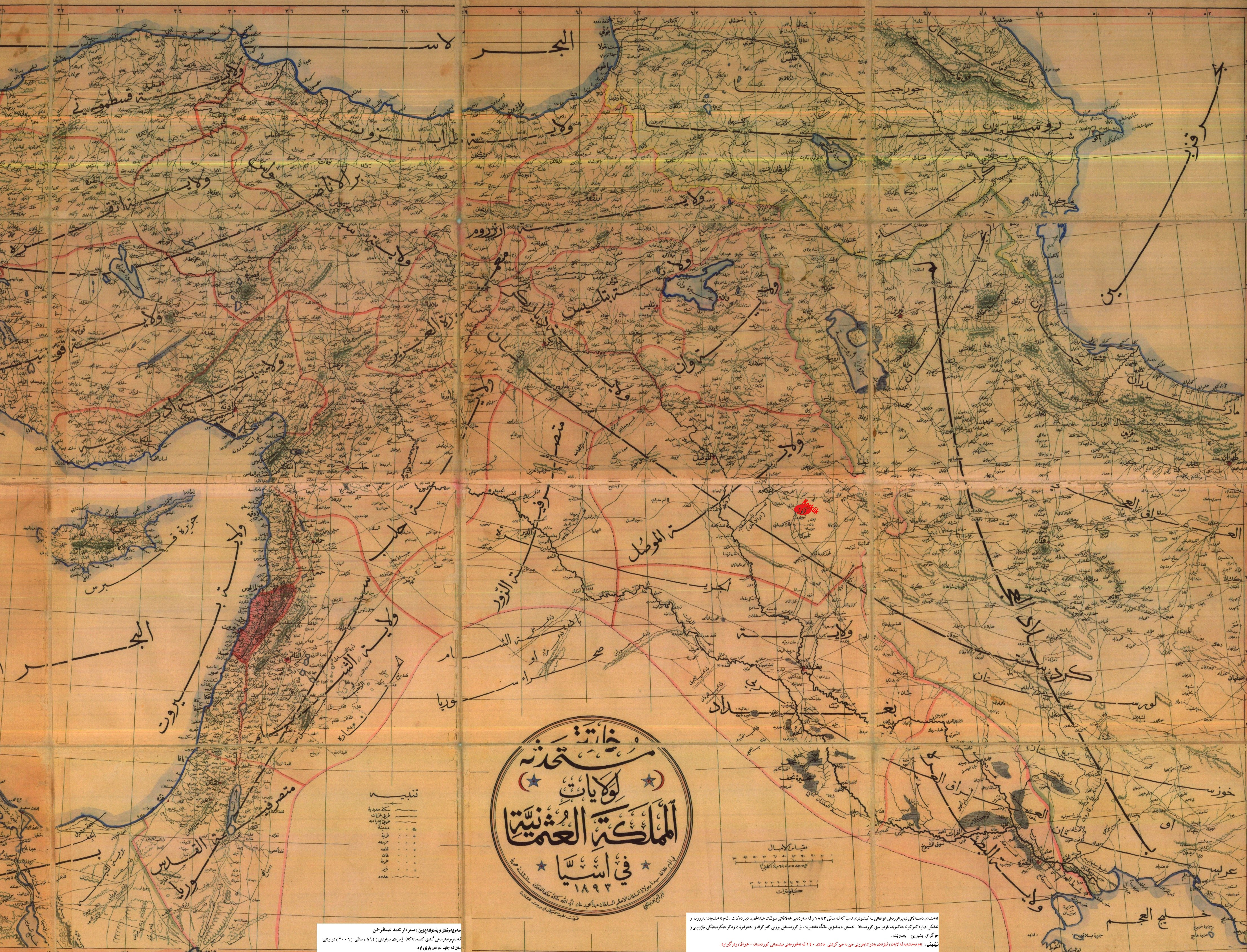
نام مرحمت‌آباد در نقشه‌ای تاریخی از عثمانی در سال ۱۸۹۳ میلادی آمده است

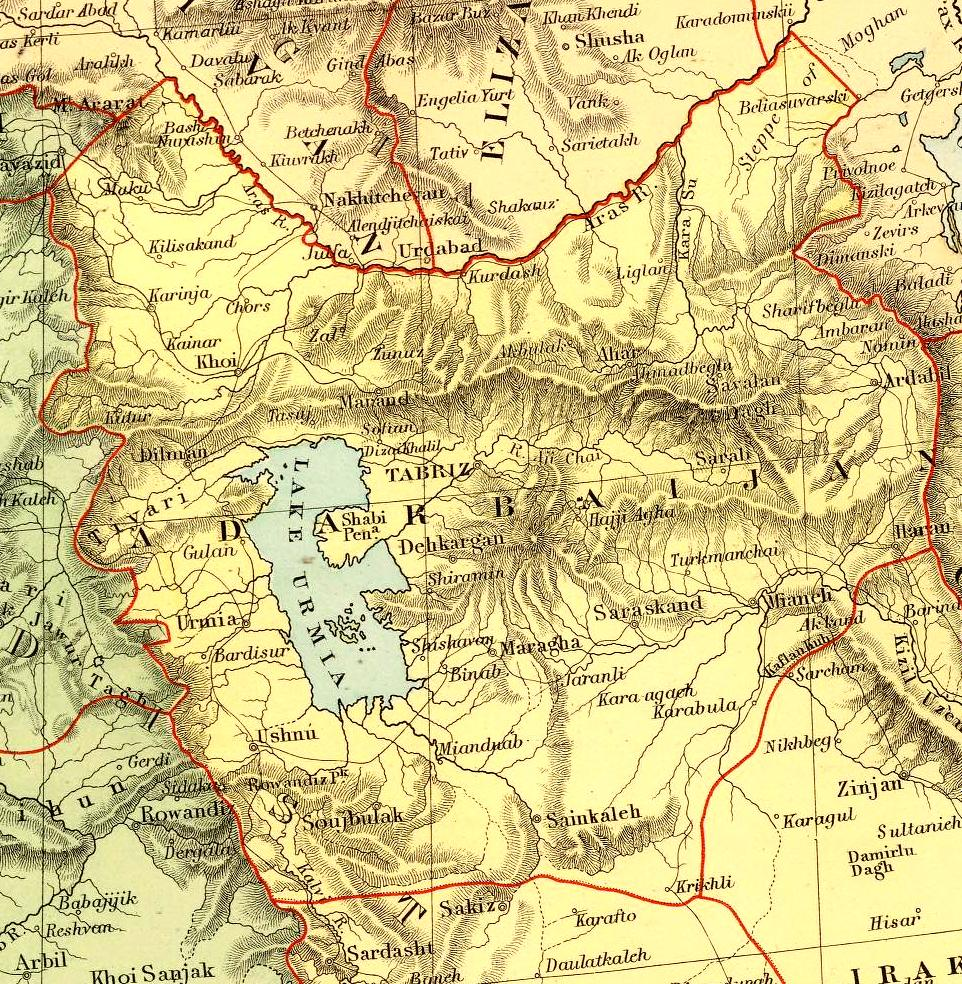
واژهٔ میاندوآب در نقشه‌ای از سال ۱۲۸۰ شمسی

نام شهر میاندوآب در دوره صفوی در نسخه اصلی کتاب عالم آرای عباسی سده ۱۱ ه‍.ق

میاندوآب در جنوب دریاچه ارومیه و میان دو رود زرینه‌رود و سیمینه‌رود واقع شده است و نامگذاری این شهر به علّت جایگاه این شهر بین دو رود زرینه‌رود و سیمینه‌رود است.
نام قدیمی شهر مرحمت‌آباد بوده است که به دلیل اهدای زمین‌های آن از سوی ناصرالدین شاه به فرزند دوست علی خان معیرالممالک به این نام خوانده شد.

## مردم
در سرشماری سال ۱۳۹۵، جمعیّت شهر میاندوآب ۱۳۴٬۴۲۵ نفر اعلام شده که بر این اساس پنجمین شهر پرجمعیت استان آذربایجان غربی به حساب می‌آید.
مردم شهر میاندواب به زبان ترکی آذربایجانی سخن می‌گویند.

## جغرافیا

### وضعیت طبیعی
شهر میاندواب با واقع شدن در دشت میاندوآب که به عنوان چهارمین دشت حاصل خیز کشور شناخته می‌شود، ظرفیت بالایی برای توسعه و پیشرفت دارد.
استعداد بالقوه و خاک مرطوب و حاصل خیز، آب فراوان برای کشتزارهای بزرگ، تنوع انواع محصولات زراعی و سردرختی، میاندواب را به یکی از قطب‌های اصلی و بزرگ تولیدکننده محصولات کشاورزی در آذربایجان غربی بدل ساخته است میاندوآب پتانسیل‌ها و ظرفیت‌های بالقوه زیادی برای سرمایه گذاران داخلی و خارجی دارد و در بخش کشاورزی به عنوان یک قطب مطرح است. در کنار این عوامل، شهر میاندواب با واقع شدن در موقعیت مناسب جغرافیایی و وجود منابع آبی مناسب مثل رودخانه زرینه رود، شرایط مناسبی برای توسعه و رشد شهری دارا است. در زمانی نه چندان دور جلگه میاندوآب یکی از جلگه‌های معروف کشت پنبه بوده است و هم‌اکنون کشت چغندر قند رواج دارد.

### آب و هوا
آب و هوای منطقه متغیر بوده، تابستان‌های نسبتاً گرم و زمستان‌های بسیار سرد دارد. میزان بارش متوسط در منطقه ۲۸۹ میلی‌لیتر ثبت شده است.

### موقعیت جغرافیایی

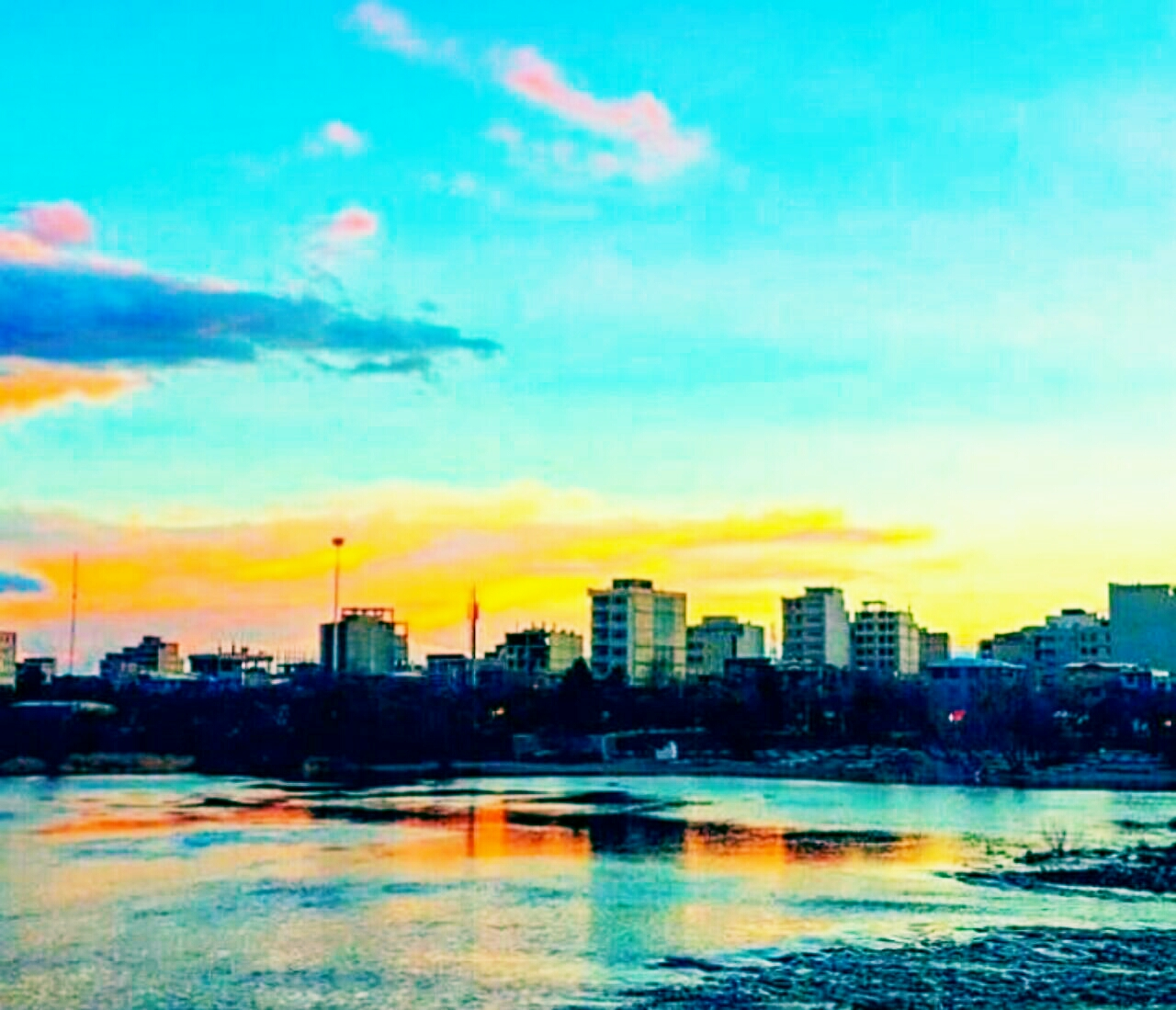
نمای شهر میاندوآب

میاندوآب از موقعیت ارتباطی و جغرافیایی بی نظیری برخوردار است و به عنوان چهارراه ارتباطی چهار استان شمال غربی کشور شناخته می‌شود و محل اتصال استان‌های آذربایجان‌شرقی و آذربایجان‌غربی، زنجان و کردستان به محسوب می‌شود، میاندوآب با توجه موقعیت استراتژیک خود از لحاظ جغرافیایی، سیاسی و گردشگری همواره مورد تأکید صاحب نظران در امر توسعه بوده است این شهر در حد فاصل بین شهرهای باروق، ملکان، شاهین‌دژ، بوکان و مهاباد واقع شده است و در واقع پل ارتباطی برای استان‌های آذربایجان غربی و آذربایجان شرقی محسوب می‌گردد. مساحت شهرستان میاندوآب ۲۶۹۴ کیلومتر مربع است و در طول جغرافیایی ۴۶درجه و ۶ دقیقهٔ شرقی از نصف‌النهار گرینویچ و در عرض ۳۶ درجه و ۵۸ دقیقهٔ شمالی از خط استوا در وسط جلگه‌های منتهی به دریاچه ارومیه با ارتفاع ۱۳۱۴ متر از سطح دریا قرار دارد.

## محلات
میاندوآب از محلات متعددی تشکیل شده است که هر کدام قدمتی طولانی یا جدید دارند.

### محلات قدیمی
برخی از محلات قدیمی میاندوآب به قرار زیر است:
قره‌ورن که تقریباً در قسمت شرقی شهر قرار دارد. نام این منطقه از واژه «قراول ورن» در زبان ترکی گرفته شده که به معنی نگهبانی‌دهنده است.
قجلی که در قسمت شمال‌شرقی شهر قرار دارد.
بهی که در جنوب شهر قرار گرفته است.
شللوند که تقریباً در قسمت غربی شهر قرار دارد.
یوزباش‌کندی که در جنوب شهر قرار دارد.
برخی از این محلات قبلاً روستا بوده‌اند که با گسترش شهر، جزئی از شهر شده‌اند. می‌توان شهر میاندوآب را نتیجه به هم پیوستن چند روستا دانست.

### محلات جدید
شهر میاندوآب در چند دهه گذشته (مخصوصا بعد از انقلاب اسلامی ۵۷) شاهد پیدایش کوی‌های جدیدی در خود بوده است. برخی از کوی‌های جدید شهر عبارتند از:
کوی باکری، کوی جهادگران، کوی جانبازان، کوی معلم، کوی سعادت، کوی فجر، کوی دانش، کوی المهدی، شهرک آیدین و ….

### روستاهای امروز، کوی‌های آینده
در نتیجه رشد و توسعه شهر میاندوآب، برخی از روستاهای نزدیک به شهر، در آستانه چسبیدن به شهر و تبدیل شدن به کوی قرار دارند. برخی از این روستاها عبارتند از ابراهیم‌نایب‌کندی، بشیرخان‌کندی، ولی‌آباد، شبیلو، نصیرکندی، تقی‌آباد، سوگلی‌تپه.

## پیشینه
سابقه تاریخی سکونت در دشت میاندواب به هزاره‌های قبل از میلاد و به دوران اورارتو برمی‌گردد و اولین سندی که به موجودیت شهر امروزی میاندواب اشاره دارد به زمان فتحعلی شاه قاجار می‌رسد. میاندواب تا سال ۱۳۰۹ هجری شمسی مرکز ناحیه مرحمت‌آباد و از توابع مراغه به‌شمار می‌رفت. میاندوآب را سیاحان اروپایی که تا پیش از دوره پهلوی از این منطقه دیدن می‌کردند در کتاب‌های خود آورده‌اند.
در دوره قاجار آغامحمدخان قاجار که شهر کرمان را به‌کل نابود ساخته و همگی مردم آن را کور کرده بود، یک هزار تن از جوانان شهر را به سرکردگی مرتضی‌قلی‌خان کرمانی به تهران فرستاد و پس از آن به میاندوآب و سراب و برخی نقاط دیگر آذربایجان تبعید کرد. این کرمانیان پس از چند نسل در جمعیت این شهرها حل شدند حتی در میاندوآب از دیرباز محله‌هایی به نام محله کرمانی‌ها، سیرجانی‌ها، زرند، راه‌بُر و لک‌ها وجود دارد. طایفه‌ای نیز تا یک نسل پیش در میاندوآب هنوز به فارسی با لهجه کرمانی صحبت می‌کردند و از تاریخ نیاکانشان آگاه بودند. در حال حاضر اقلیت بسیار اندکی از کلیمیان در میاندوآب هستند.

## کوه‌های شهرستان میاندوآب
شهرستان میاندوآب، از نظر توپوگرافی، تپه ماهوری و جلگه‌ای است. بجز در شرق میاندوآب، که دامنه‌های سهند در آن واقع است؛ اکثراً تپه ماهوری و هرچه به طرف شهر میاندوآب نزدیک می‌شویم از ارتفاع آنان کم می‌شود.
بلندترین ارتفاع کوه‌های مرز آذربایجان‌شرقی و غربی، در محل ربط با ارتفاع ۲۸۳۲ متر است و کوه‌های جان‌آقا، عثمان اولن، آیدشه و ارتفاعات نوروز لو (سد انحرافی نوروزلو در پای این کوه بر روی زرینه‌رود احداث شده) ۱۴۵۰ متر ارتفاع دارند. همچنین کوه قشلاق‌لو، با ارتفاع ۱۳۷۰ متر و ارتفاعات خطایی، در اطراف تالاب چنگیزگلی، با ارتفاع ۱۴۵۰ متر و کوه تلخاب یا قزل کوه، در حد فاصل مهاباد و میاندوآب با ارتفاع ۱۶۴۵ متر است.

## آثار باستانی
- '''پل میرزا رسول'''

این پل تاریخی در ۵ کیلومتری میاندوآب بر روی رودخانه سمینه رود بنا شده است. این اثر که قدمت آن به دوره قاجاریه می‌رسد در حال حاضر، در کنار جاده میاندوآب به مهاباد واقع شده است. طول این پل ۵۲ متر و تعداد دهانه‌های آن ۷ دهانه است. مصالح بکار رفته در این بنا در قسمت پایه‌ها و سیل شکن‌ها، سنگ و در بقیه قسمت‌ها آجر است. این بنا به شماره ۲۰۶۸ در فهرست آثار ملی ثبت شده است
- '''پل کوسالار '''

پل کوسالار در ۱۰ کیلومتری شمال شرقی میاندوآب در مسیر جاده میاندوآب به شهر چهار برج در روستای کوسالار بر روی کانالی به نام «آجی گوبی» که از زرینه رود منشعب است، ساخته شده است. با توجه به نوع ساخت آن قدمت این پل به اواخر دوره قاجاریه برای ارتباط میان دو طرف کانال آب می‌رسد. پل کوسالار ۲ پایه دارد که با لاشه سنگ و ملات آهک بر روی پی‌های نه چندان محکم استوار شده پایه‌ها ۶/۱ متر عرض و ۵/۴ متر طول و در جهت مخالف جریان آب، آب‌شکن‌های مثلثی دارد که هم‌اکنون بقایای آن‌ها باقی مانده است. طول آب شکن‌ها حدود ۱ متر و ارتفاع پایه‌ها و آب شکن‌ها از کف پل تا قسمت پایه طاقها ۵/۱ متر است.
از دیگر آثار تاریخی و باستانی میاندوآب می‌توان به نقاط زیر اشاره کرد:
مسجد طاق، تپه باستانی روستای داش تپه، مجاری صخره‌ای معروف به چهل پله، امامزاده تاجن علی، قلعه هلاکو، آرامگاه ملا شهاب الدین، قلعه حسین‌آباد، قلعه خرابه، قزل قلعه (قزون ۷ و ۸ هـ. ق) دلیک داش (دوره تاریخی).
میاندوآب بیش از ۱۰۰ اثر تاریخی دارد که ۴۳ اثر از آن‌ها در فهرست آثار ملی کشور به ثبت رسیده است.